# Oilton (Texas)
Oilton és una concentració de població designada pel cens dels Estats Units a l'estat de Texas. Segons el cens del 1990 tenia 310 habitants.

## Demografia
Segons el cens del 2000, Oilton tenia 310 habitants, 89 habitatges, i 71 famílies. La densitat de població era de 142,5 habitants/km².
Dels 89 habitatges en un 50,6% hi vivien nens de menys de 18 anys, en un 56,2% hi vivien parelles casades, en un 20,2% dones solteres, i en un 20,2% no eren unitats familiars. En el 19,1% dels habitatges hi vivien persones soles el 13,5% de les quals corresponia a persones de 65 anys o més que vivien soles. El nombre mitjà de persones vivint en cada habitatge era de 3,48 i el nombre mitjà de persones que vivien en cada família era de 4,06.
Per edats la població es repartia de la següent manera: un 39,7% tenia menys de 18 anys, un 8,1% entre 18 i 24, un 23,9% entre 25 i 44, un 17,1% de 45 a 60 i un 11,3% 65 anys o més.
L'edat mediana era de 28 anys. Per cada 100 dones de 18 o més anys hi havia 78,1 homes.
La renda mediana per habitatge era de 20.625$ i la renda mediana per família de 21.964$. Els homes tenien una renda mediana de 24.375$ mentre que les dones 18.750$. La renda per capita de la població era de 7.890$. Aproximadament el 29,2% de les famílies i el 32,1% de la població estaven per davall del llindar de pobresa.

## Poblacions més properes
El següent diagrama mostra les poblacions més properes.